# Ulesie (województwo dolnośląskie)
Ulesie (niem. Waldau) – wieś w Polsce, położona w województwie dolnośląskim, w powiecie legnickim, w gminie Miłkowice.
W latach 1975–1998 wieś należała administracyjnie do województwa legnickiego.

## Nazwa
W kronice łacińskiej Liber fundationis episcopatus Vratislaviensis (pol. Księga uposażeń biskupstwa wrocławskiego) spisanej za czasów biskupa Henryka z Wierzbna w latach 1295–1305 miejscowość wymieniona jest w zlatynizowanej formie Waldaw.. W 1475 roku w łacińskich statutach Statuta Synodalia Episcoporum Wratislaviensium miejscowość wymieniona jest w formie Waldaw.

## Zabytki

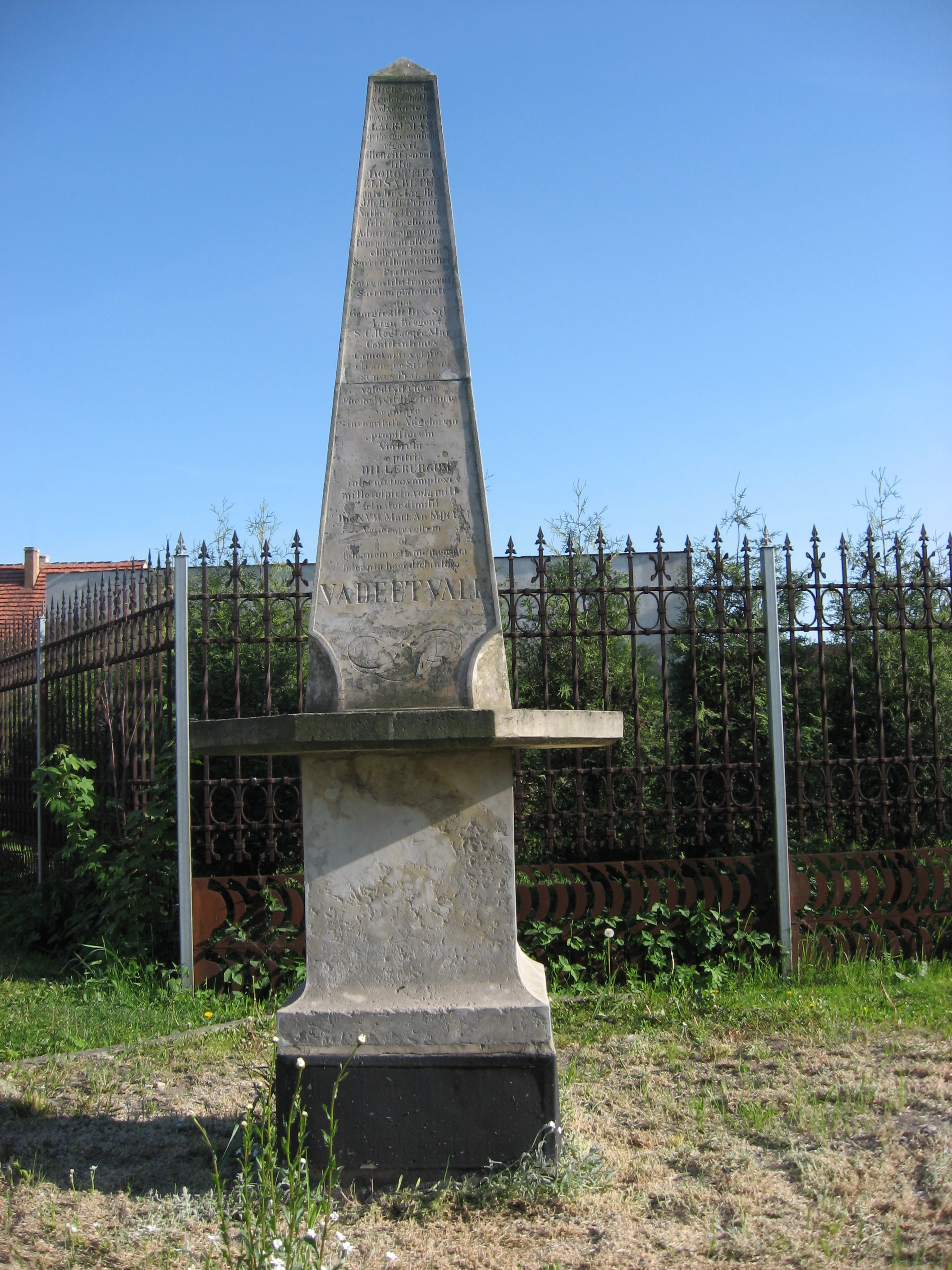
Obelisk tzw. Kolumna Łez

Do wojewódzkiego rejestru zabytków wpisany jest:
- kościół filialny pw. Wniebowzięcia Najświętszej Marii Panny, wzmiankowany w 1389 r., wzniesiony około 1500 r. W 1900 r. przeszedł restaurację, a ostatni jego remont odbył się w 1964 r. Północną ścianę świątyni zdobi barokowy portal z 1623 r. W murach kościoła osadzony jest szereg nagrobków z drugiej połowy XVI w.

inne zabytki:
- obelisk zwany Kolumną Łez, wystawiony przez księcia legnicko-brzeskiego, Jerzego III na pamiątkę rozstania z córką, Dorotą Elżbietą, która po ślubie opuściła dom rodzinny wyjeżdżając do męża. Pierwotnie wzniesiony w roku 1664, był najstarszym na Śląsku nowożytnym pomnikiem o charakterze świeckim, ustawionym w miejscu publicznym. Kilkakrotnie niszczony i odbudowywany, ostatecznie przeniesiony z pierwotnego miejsca u wylotu gościńca do centrum wsi, gdzie stoi do dziś[10].